# Doklady Chemistry
Doklady Chemistry (abrégé en Dokl. Chem.) est une revue scientifique à comité de lecture. Le journal est une traduction en anglais de la partie russe des articles de chimie du Doklady Akademii Nauk (Comptes rendus de l'Académie des sciences de Russie). Ce mensuel publie des articles de recherches originales concernant tous les domaines de la chimie.
D'après le Journal Citation Reports, le facteur d'impact de ce journal était de 0,413 en 2014. Actuellement, le directeur de publication est Yurii S. Osipov (Université d'État de Moscou, Russie).
Depuis 2001, le journal incorpore les articles de Doklady Chemical Technology.